# Klášter Port-Royal (Paříž)
Klášter Port-Royal je bývalé opatství v Paříži. Nacházelo se na dnešním Boulevardu de Port-Royal ve 14. obvodu. Bylo zrušeno za Velké francouzské revoluce v roce 1790. Jeho budovy v současnosti využívá lékařská fakulta.

## Historie
Pozdější sídlo kláštera Hôtel de Clagny postavil architekt Pierre Lescot (1515-1578) v letech 1566-1569 na pařížském předměstí Faubourg Saint-Jacques. V roce 1626 byl renesanční palác barokně přestavěn, aby se zde mohl usídlit klášter Port Royal, který se oddělil od původního kláštera Port Royal v Magny-les-Hameaux.
V roce 1790 byl klášter uzavřen a od roku 1793 sloužil jako věznice. Byl zde vězněn Chrétien Guillaume de Lamoignon de Malesherbes, jeden z obhájců Ludvíka XVI. při jeho procesu a také Madame de Tourzel, bývalá vychovatelka královských dětí.
V roce 1795 bylo vězení přeměněno na veřejnou porodnici. V roce 1890 byla přeměněna na porodnickou kliniku Baudelocque.
V roce 1966 se porodnice přesunula do nových budov. Křížová chodba, kaple a kapitulní síň bývalého opatství byly zachovány a začleněny do kampusu lékařské fakulty při Cochinově nemocnici.